# Calycomorphum
Calycomorphum là một chi thực vật có hoa trong họ Đậu.